# Celostátní soutěž 1954/1955
Celostátní soutěž 1954/1955 byla 2. ročníkem československé druhé nejvyšší hokejové soutěže.

## Systém soutěže
Soutěže se účastnilo 24 týmů rozdělených do šesti skupin po 4. Ve skupině se utkaly týmy dvoukolově každý s každým (celkem 6 kol). Vítězové skupin postoupili do finálové skupiny, ze které první dva týmy postoupily do nejvyšší soutěže.
Vzhledem ke změnám v soutěžích, kdy v příštím ročníku budou pouze 2 skupiny po šesti týmech sestoupily všechny týmy na třetích a čtvrtých místech.

## Základní část

### Skupina A
| Poř. | Tým                         | Z | V | R | P | VG | OG | B  |
| ---- | --------------------------- | - | - | - | - | -- | -- | -- |
| 1.   | DŠO Tatran Poprad           | 6 | 6 | 0 | 0 | 57 | 21 | 12 |
| 2.   | DŠO Iskra Liptovský Mikuláš | 6 | 3 | 0 | 3 | 29 | 43 | 6  |
| 3.   | DŠO Tatran Prešov           | 6 | 2 | 1 | 3 | 36 | 41 | 5  |
| 4.   | DŠO Slovan Vysoké Tatry     | 6 | 0 | 1 | 5 | 23 | 40 | 1  |

### Skupina B
| Poř. | Tým                                      | Z | V | R | P | VG | OG | B  |
| ---- | ---------------------------------------- | - | - | - | - | -- | -- | -- |
| 1.   | DŠO Slovan Bratislava ÚNV                | 6 | 4 | 2 | 0 | 38 | 17 | 10 |
| 2.   | Ústredný dom Červenej hviezdy Bratislava | 6 | 4 | 1 | 1 | 38 | 20 | 9  |
| 3.   | DŠO Slávia Bratislava                    | 6 | 2 | 0 | 4 | 26 | 33 | 4  |
| 4.   | DŠO Iskra Slovena Žilina                 | 6 | 0 | 1 | 5 | 16 | 48 | 1  |

### Skupina C
| Poř. | Tým                      | Z | V | R | P | VG | OG | B  |
| ---- | ------------------------ | - | - | - | - | -- | -- | -- |
| 1.   | DSO Tatran Prostějov     | 6 | 5 | 1 | 0 | 51 | 13 | 11 |
| 2.   | DSO Tatran Opava         | 6 | 4 | 1 | 1 | 42 | 14 | 9  |
| 3.   | DSO Sokol Velká Bystřice | 6 | 1 | 0 | 5 | 17 | 38 | 2  |
| 4.   | DSO Jiskra Staré Město   | 6 | 1 | 0 | 5 | 13 | 58 | 2  |

### Skupina D
| Poř. | Tým                        | Z | V | R | P | VG | OG | B  |
| ---- | -------------------------- | - | - | - | - | -- | -- | -- |
| 1.   | DSO Jiskra Havlíčkův Brod  | 6 | 5 | 0 | 1 | 28 | 8  | 10 |
| 2.   | DSO Spartak Hradec Králové | 6 | 3 | 1 | 2 | 16 | 17 | 7  |
| 3.   | DSO Jiskra RAMO Pardubice  | 6 | 2 | 0 | 4 | 16 | 23 | 4  |
| 4.   | DSO Tatran Uherský Ostroh  | 6 | 1 | 1 | 4 | 16 | 28 | 3  |

### Skupina E
| Poř. | Tým                             | Z | V | R | P | VG | OG | B |
| ---- | ------------------------------- | - | - | - | - | -- | -- | - |
| 1.   | DSO Dynamo Praha                | 6 | 4 | 0 | 2 | 34 | 20 | 8 |
| 2.   | DSO Spartak Mladá Boleslav AZNP | 6 | 4 | 0 | 2 | 34 | 28 | 8 |
| 3.   | DSO Jiskra Kolora Liberec       | 6 | 2 | 0 | 4 | 39 | 38 | 4 |
| 4.   | DSO Spartak Ústí nad Labem      | 6 | 2 | 0 | 4 | 27 | 48 | 4 |

### Skupina F
| Poř. | Tým                           | Z | V | R | P | VG | OG | B  |
| ---- | ----------------------------- | - | - | - | - | -- | -- | -- |
| 1.   | DSO Baník Kladno SONP         | 6 | 6 | 0 | 0 | 74 | 16 | 12 |
| 2.   | Dům armády Karlovy Vary       | 6 | 4 | 0 | 2 | 32 | 26 | 8  |
| 3.   | DSO Slavoj České Budějovice B | 6 | 1 | 0 | 5 | 15 | 35 | 2  |
| 4.   | DSO Spartak Holoubkov         | 6 | 1 | 0 | 5 | 13 | 57 | 2  |

## Finálová skupina
| Poř. | Tým                       | Z  | V | R | P | VG | OG | B  |
| ---- | ------------------------- | -- | - | - | - | -- | -- | -- |
| 1.   | DSO Baník Kladno SONP     | 10 | 8 | 0 | 2 | 48 | 26 | 16 |
| 2.   | DŠO Slovan Bratislava ÚNV | 10 | 7 | 0 | 3 | 62 | 30 | 14 |
| 3.   | DSO Tatran Prostějov      | 10 | 5 | 0 | 5 | 50 | 43 | 10 |
| 4.   | DSO Jiskra Havlíčkův Brod | 10 | 4 | 1 | 5 | 38 | 40 | 9  |
| 5.   | DSO Dynamo Praha          | 10 | 3 | 2 | 5 | 35 | 46 | 8  |
| 6.   | DŠO Tatran Poprad         | 10 | 0 | 3 | 7 | 21 | 69 | 3  |

Týmy DSO Baník Kladno SONP a DŠO Slovan Bratislava ÚNV postoupily do nejvyšší soutěže.
Týmy DŠO Slovan Vysoké Tatry, DŠO Slávia Bratislava, DŠO Iskra Slovena Žilina, DSO Sokol Velká Bystřice, DSO Jiskra Staré Město, DSO Jiskra RAMO Pardubice, DSO Tatran Uherský Ostroh, DSO Jiskra Kolora Liberec, DSO Spartak Ústí nad Labem, DSO Slavoj České Budějovice B a DSO Spartak Holoubkov sestoupily do nově vytvořené příslušné oblastní soutěže. Tým DŠO Tatran Prešov nakonec nesestoupil, protože tým DŠO Iskra Liptovský Mikuláš odmítl postup do dalšího ročníku a tak sestoupil místo něho.